# Kemicentrum
Kemicentrum är en universitetsbyggnad i Lund ritad av arkitekten Klas Anshelm, som står bakom flera av Lunds universitetets byggnader, speciellt på Lunds Tekniska Högskola. Kemicentrum är uppdelat i fem hus. Hus 1–4 uppfördes åren 1964–1968. Hus 5 tillkom 1984–1985. Kemicentrum disponerar totalt cirka 40 000 m2.
Kemicentrum, som tidigare var en egen institution för kemi vid Lunds universitet rymmer sedan 2003 tre institutioner vid Lunds universitet: kemiska institutionen, institutionen för kemiteknik och institutionen för livsmedelsteknik. Kemicentrum är Nordens största centrum för utbildning och forskning i kemi.